# Isaiah Shachar
Isaiah Shachar, auch Yeshayahu „Ishay“ Shachar, Geburtsname Yeshayahu Stengel (hebräisch ישעיהו שחר; geboren am 6. August 1935 in Haifa, Völkerbundsmandat für Palästina; gestorben am 19. September 1977), war ein israelischer Historiker, Kunsthistoriker und Hochschullehrer. Er galt als Kenner des osteuropäischen Judentums, insbesondere des frühen Chassidismus, und erforschte antijüdische Stereotype in der bildenden Kunst, darunter das Motiv der „Judensau“.

## Leben
Isaiah Shachar wurde als Yeshayahu Stengel am 6. August 1935 geboren. Sein Vater war Mitglied der Jüdischen Sozialistisch-Demokratischen Arbeiterpartei Poale Zion, eines Teils der zionistischen Bewegung Poale Zion, und ein militanter Anhänger der Lehren von Ber Borochov.
Bereits in früher Jugend stellte Yeshayahu Stengel etablierte Positionen, seien es die seiner Eltern oder die der Gesellschaft, in Frage. Er änderte seinen Familiennamen in „Shachar“, die Übersetzung des Geburtsnamens seiner Mutter („Morgenstern“) in die hebräische Sprache.
Shachar besuchte von 1941 bis 1945 eine Grundschule und von 1946 bis zu seiner 1953 erworbenen Hochschulreife ein Gymnasium in Haifa. Von 1953 bis 1956 diente Shachar in einer Nachal-Einheit der Israelischen Verteidigungsstreitkräfte, darauf folgten zwei Jahre als Landarbeiter im Kibbuz Re’im in der westlichen Negev-Wüste, in unmittelbarer Nachbarschaft des Gazastreifens.

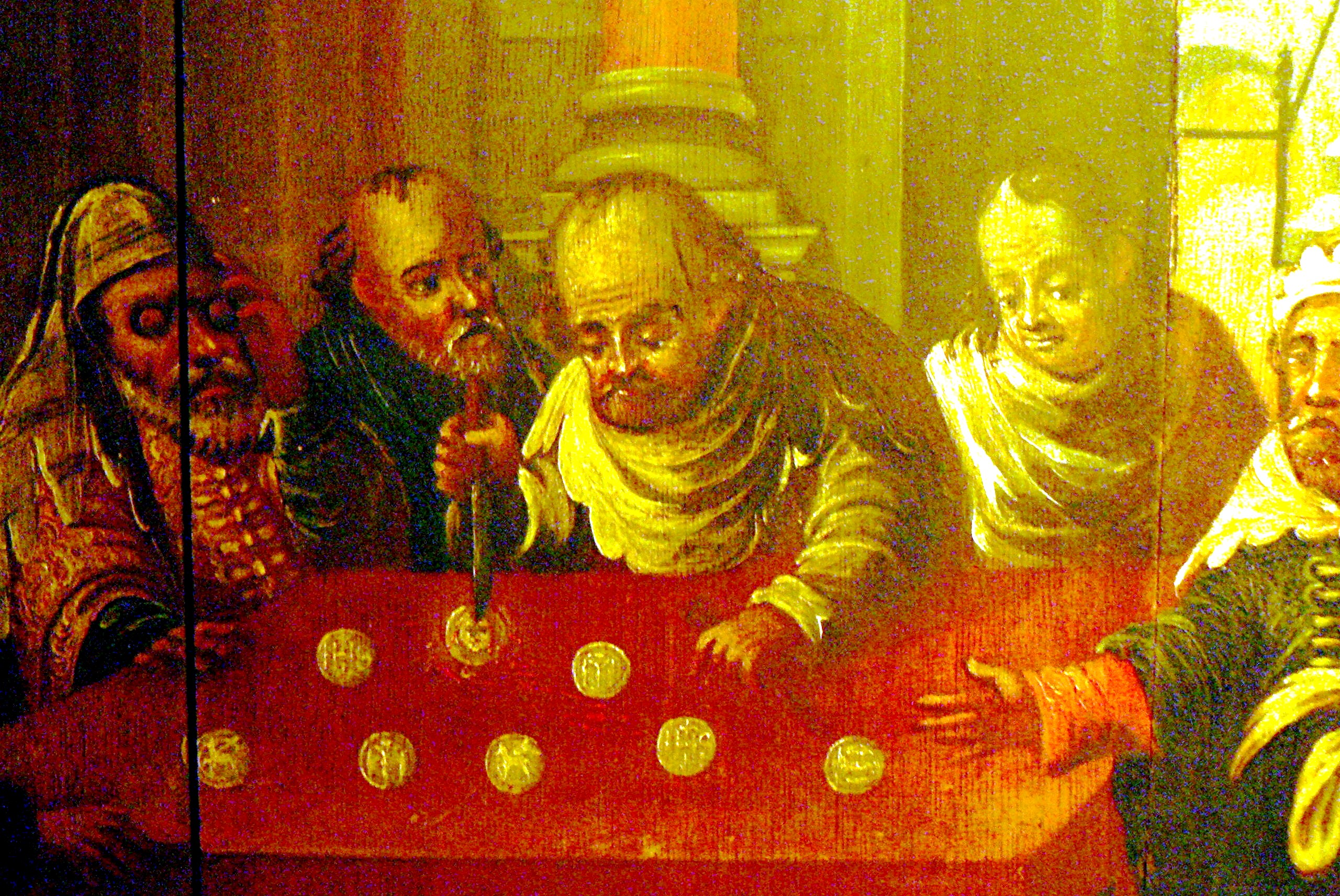
Antijüdisches Stereotyp: Vorwurf des Hostienfrevels, Ausschnitt eines Gemäldes, 16. Jahrhundert.

1958 nahm Isaiah Shachar ein Studium der Europäischen Geschichte bei Jacob Talmon und der Geschichte der Juden in Osteuropa bei Israel Halpern an der Hebräischen Universität Jerusalem auf. 1961 erlangte er den Bachelorgrad mit der Bewertung summa cum laude und wurde Assistent von Professor Talmon. 1963 folgte sein Magisterabschluss, den er unter der Anleitung von Haim Hillel Ben-Sasson und Shmuel Ettinger erarbeitete. Shachars Magisterarbeit war eine vergleichende Studie der Kritik an der jüdischen Gemeinschaft und ihrer Leitung in der chassidischen und nicht-chassidischen Literatur Ostpolens im 18. Jahrhundert, sie wurde ebenfalls mit summa cum laude bewertet.
1963 ging Shachar an das renommierte Warburg Institute in London, um unter dessen Leiter Ernst Gombrich und dem Kunsthistoriker Otto Kurz seine Promotion vorzubereiten. Er promovierte 1967 an der Universität London, der das Warburg Institute angeschlossen ist, in Geschichtswissenschaft. Seine Dissertation behandelte das Aufkommen und die Verbreitung antijüdischer Stereotype in der europäischen Kunst.
Aus Shachars erster Ehe ging ein Sohn hervor. 1969 heiratete er in Genf erneut und unternahm mit seiner zweiten Ehefrau Bérénice ausgiebige Reisen durch Europa, insbesondere durch Deutschland, Österreich und die Schweiz. Bei den gemeinsamen Besuchen alter Kirchen entstanden zahlreiche Fotografien antijüdischer Darstellungen, die später in Shachars Monografie zum Bildmotiv der „Judensau“ verwendet wurden. Isaiah Shachar spielte 1972 in dem Film But Where Is Daniel Wax? (Le'an Ne'elam Daniel Wax?) des israelischen Regisseurs Avraham Heffner unter einem Pseudonym die männliche Hauptrolle.
1974 kam in Großbritannien Shachars Tochter zur Welt. Wenig später erkrankte er an idiopathischer pulmonaler Fibrose, er starb am 19. September 1977.
Isaiah Shachar war ein bedeutender Sammler historischer Hebraica. Seine umfangreiche Bibliothek wurde am 17. und 18. November 1980 durch das Londoner Auktionshaus Sotheby’s versteigert.

## Forschungen

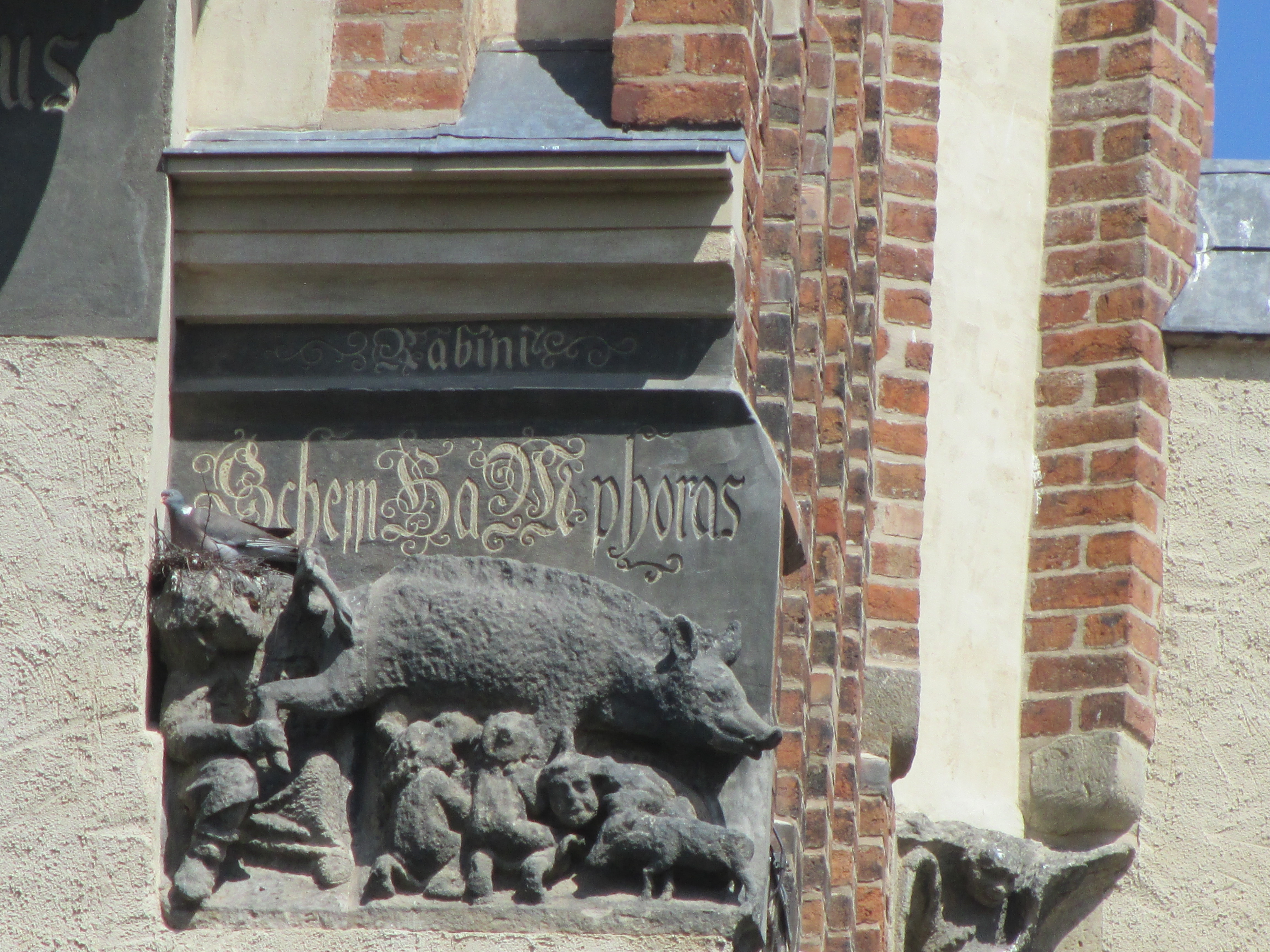
Wittenberger „Judensau“, frühes 14. Jahrhundert, ein Objekt von Shachars Forschungen

Bereits während seines Studiums, im Jahr 1957, arbeitete Shachar in Teilzeit im Bezalel National Art Museum. Dort katalogisierte er unter der Anleitung des Sammlers Heinrich Feuchtwanger Judaica. 1963 wurde er stellvertretender Kurator der Judaica-Sammlung des Museums. Während seines Doktorandenstudiums war Shachar von 1964 bis 1966 wissenschaftlicher Mitarbeiter des Warburg Institute und erstellte für Otto Kurz das Register der von Leo Mayer hinterlassenen Bibliografie der jüdischen Kunst. Nach seiner Promotion wurde er 1967 Kurator der Judaica-Sammlung des Israel-Museum in Jerusalem. Im gleichen Jahr begann er seine Lehrtätigkeit an der Hebräischen Universität Jerusalem, zunächst als Lecturer in Teilzeit, ab 1970 in Vollzeit, und ab 1971 als Senior Lecturer.
Als Kurator der Judaica-Sammlung des Israel-Museums regte Shachar den Erwerb der Sammlung des 1963 verstorbenen Heinrich Feuchtwanger durch die Genfer Familie Rapaport und deren Stiftung an das Museum an. 1971 erschien zur Feuchtwanger-Sammlung ein umfangreicher von Shachar erarbeiteter Katalog in hebräischer Sprache. Das Werk ragte durch die akribische Beschreibung auch solcher Objekte heraus, die bis dahin von Forschern nicht beachtet worden waren. Es galt über Jahrzehnte als die beste Veröffentlichung über Judaica. Bis zu seinem Tod arbeitete Shachar an einer englischsprachigen Ausgabe, die 1981 posthum erschienen ist.
1972 veröffentlichte Isaiah Shachar einen Aufsatz über die von den Chewra Kadischa in Böhmen und Mähren verwendeten gravierten Gläser und Krüge. Im gleichen Jahr nahm er den Fund eines Siegels des Nachmanides durch einen Amateur-Archäologen zum Anlass, einen Aufsatz über das Fundstück zu veröffentlichen. Diese Publikationen waren jeweils die ersten diesen speziellen böhmischen Gläsern oder einem mittelalterlichen hebräischen Siegel gewidmeten Schriften, und sie sind bis heute von großer Bedeutung für die Forschung.

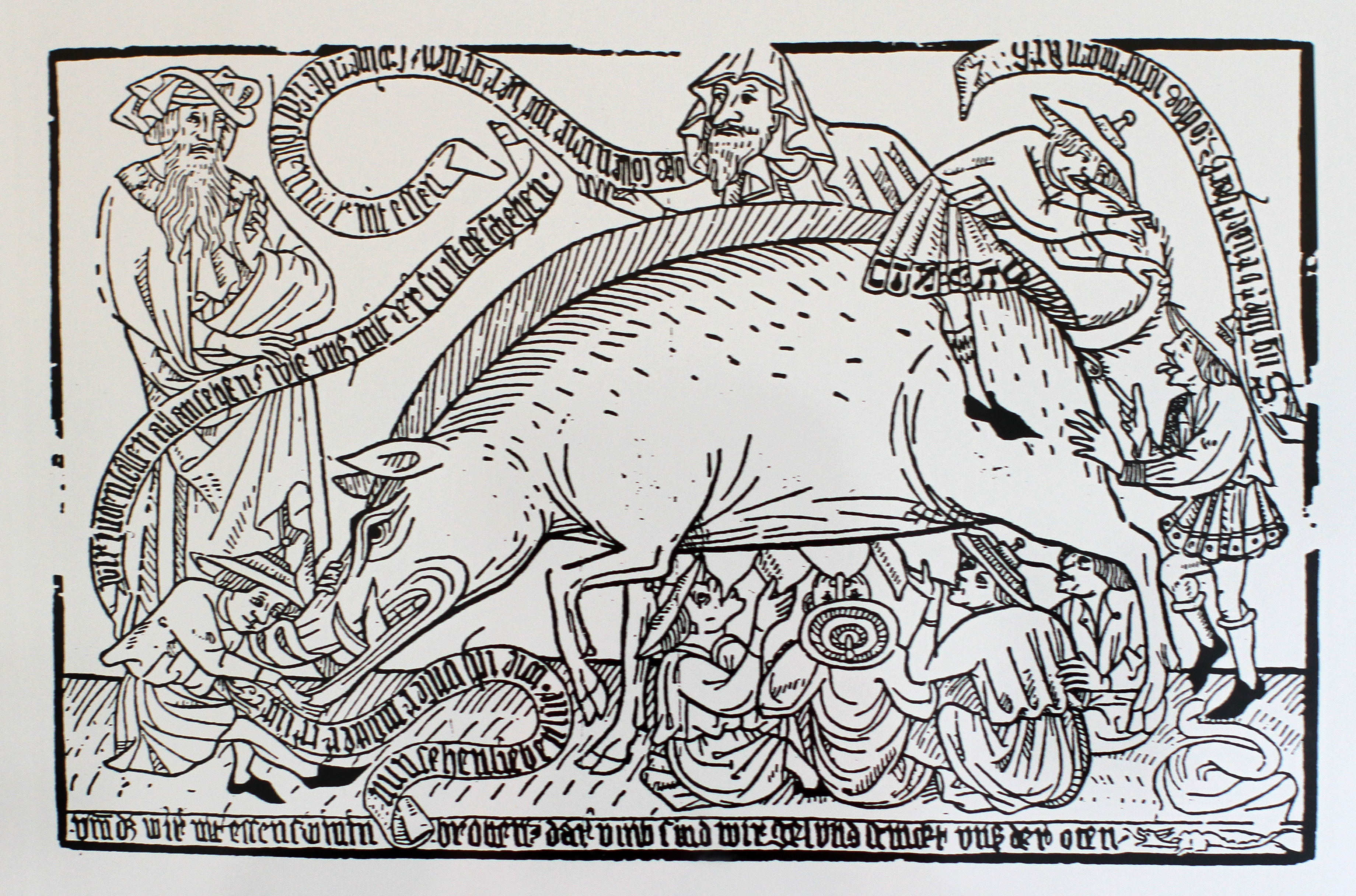
Holzschnitt mit „Judensau“-Motiv, 15. Jahrhundert

1973 ließ sich Shachar nach Streitigkeiten mit Kollegen von der Hebräischen Universität Jerusalem und vom Israel-Museum beurlauben, um in London am Warburg Institute zu forschen. In dieser Zeit entstand sein 1974 veröffentlichtes Hauptwerk zum antijüdischen Bildmotiv der „Judensau“. Im folgenden Jahr veröffentlichte er ein umfangreiches Buchkapitel über stereotype Bilddarstellungen von Juden im modernen England. Ab 1975 bis zu seinem Tod war Isaiah Shachar Gastprofessor am Oxford Centre for Hebrew and Jewish Studies, einer unabhängigen Forschungseinrichtung der University of Oxford.
Zu Shachars Forschungsvorhaben gehörte die Veröffentlichung einer mehrbändigen reich bebilderten Geschichte jüdischer Bräuche und Zeremonien in der Reihe Iconography of Religions des niederländischen Verlages E. J. Brill. Davon erschien lediglich der dritte Band. Auch seine lange geplante kritische Ausgabe der Shivḥei ha-Besht, überlieferter Geschichten über das Leben von Israel ben Elieser, dem Begründer des Chassidismus, konnte Shachar nicht mehr verfassen.
Im Oktober 1977, wenige Wochen nach Shachars Tod, fand in Oxford die erste internationale Konferenz über jüdische Kunst statt. Die Konferenz ging auf eine Anregung Shachars zurück, er hatte an ihrer Vorbereitung ungeachtet seiner sich verschlechternden Gesundheit mitgewirkt und war als Redner vorgesehen. Die Konferenz sollte auch für Shachars Vorhaben werben, weltweit alle Zeugnisse der jüdischen Kunst fotografisch zu dokumentieren und zentral zu archivieren.

## Würdigungen

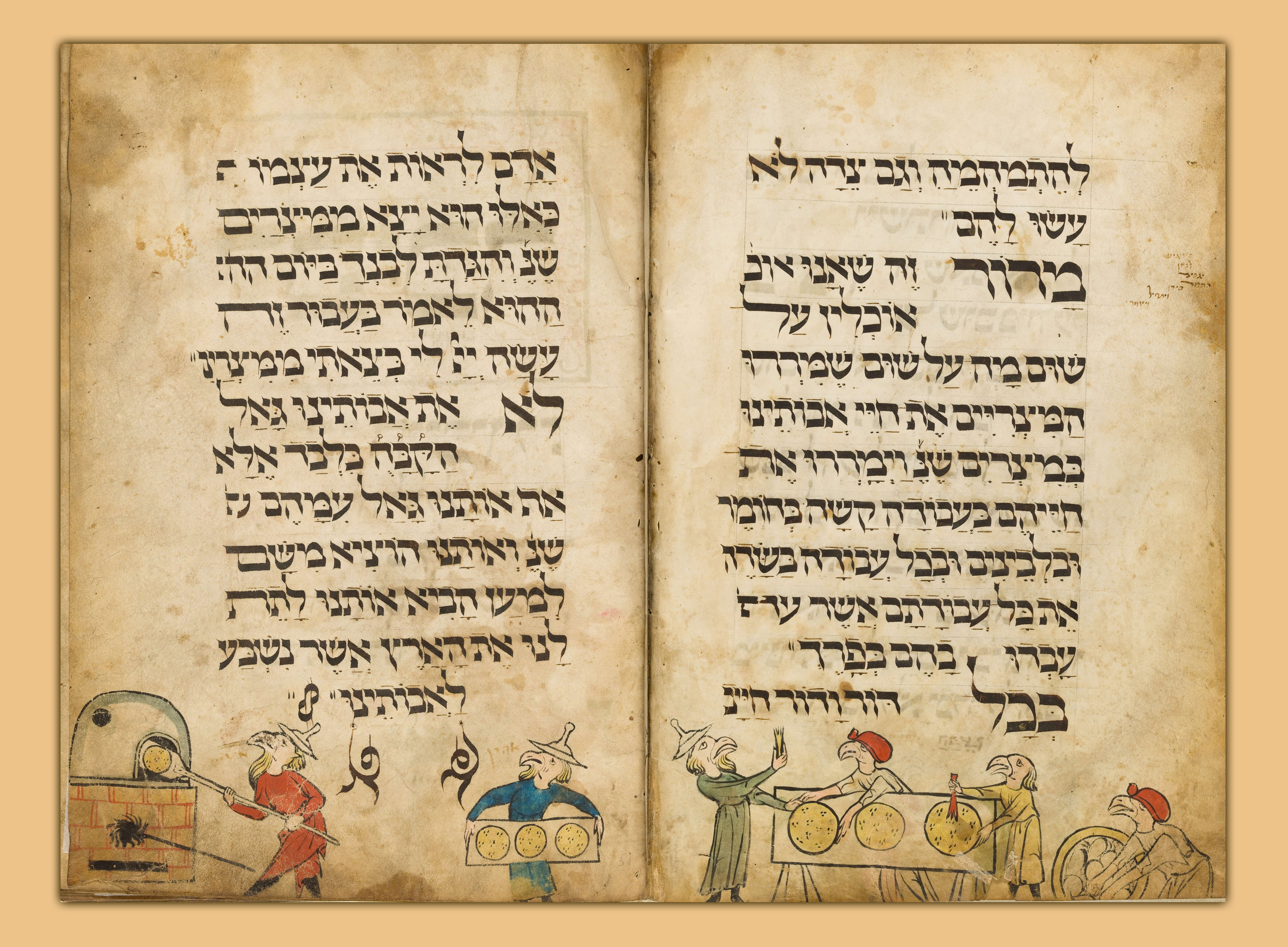
Jüdische Kunst: Vogelkopf-Haggada, um 1300

Isaiah Shachars Arbeiten zur Erforschung des Antisemitismus gelten als bahnbrechend. Seine Monografie zum antijüdischen Bildmotiv der „Judensau“ in der christlichen Kunst wurde von der Forschung anerkennend aufgenommen. Insbesondere wurde auf Shachars akribisches Vorgehen bei der Untersuchung jedes einzelnen Aspekts hingewiesen, das auch die fotografische Dokumentation aller bekannten Schnitzereien und Steinmetzarbeiten einschloss. Einige israelische Wissenschaftler kritisierten jedoch, dass Shachar in zu großem Umfang auf die Arbeit nationalsozialistisch beeinflusster Forscher zurückgegriffen und deren Ergebnisse unreflektiert übernommen habe. Shachars Arbeit zur Entwicklung stereotyper Judenbilder im modernen England fand demgegenüber uneingeschränkte Anerkennung.
Die britische Zeitschrift Jewish Quarterly beklagte den frühen Tod Shachars als schweren Schlag für die jüdische Wissenschaft und bezeichnete ihn als einen der begabtesten Gelehrten seiner Generation. Isaiah Shachar wurde rückblickend als hervorragender Kenner des osteuropäischen Judentums, insbesondere des frühen Chassidismus, gewürdigt.
Im Jahr 1993 erschien zum Gedenken an Isaiah Shachar eine Sammlung von Aufsätzen zur jüdischen Kunst unter dem Titel „The Visual Dimension. Aspects of Jewish Art“ („Die visuelle Dimension. Aspekte der jüdischen Kunst“). Der Band wurde von Clare Moore herausgegeben, die mit Shachar am Warburg Institute zusammengearbeitet hatte, und enthielt überarbeitete Fassungen fast aller 1977 auf der Konferenz über jüdische Kunst gehaltenen Vorträge. In einer Rezension bezeichnete der US-Kunsthistoriker Richard Brilliant den Band als Sammlung von Miszellen und deren Veröffentlichung als Akt der Pietät gegenüber dem ausgezeichneten Wissenschaftler Shachar. Die Ausgabe löse jedoch das Versprechen ihres Titels nicht ein, das Verständnis für die Bedeutung von Juden in der bildenden Kunst in Vergangenheit und Gegenwart zu vertiefen. Das hätte sich Isaiah Shachar nicht als sein Vermächtnis für das Jahr 1993 gewünscht.

## Schriften (Auswahl)
- Criticism of the Jewish Community and its Leadership in the Hasidic and Non-Hasidic Literature of Eighteenth Century Poland – A Comparative Study. Magisterarbeit, Hebrew University of Jerusalem 1963 (hebräisch).
- Studies in the Emergence and Dissemination of the Modern Jewish Stereotype in Western Europe. Dissertation, University of London 1967, OCLC 633612912.
- „Feast and rejoice in brotherly love“. Burial Society glasses and jugs from Bohemia and Moravia. In: The Israel Museum News 1972, Nr. 9, S. 22–51, ZDB-ID 985455-1.
- The Seal of Nahmanides. Israel-Museum, Jerusalem 1972, OCLC 888826349.
- The Judensau. A Medieval Anti-Jewish Motif and its History. Warburg Institute, London 1974, ISBN 0-85481-049-8. (pdf )
- The Emergence of the Modern Pictorial Stereotype of the Jew in England. In: Dov Noy, Issachar Ben-Ami (Hrsg.): Studies in the cultural life of the Jews in England. Abraham Harman Jubilee Volume (hebräisch מחקרים בחיי התרבות של יהודי אנגליה). Magnes Press, Jerusalem 1975, S. 42–68, OCLC 3211364 (dieser Aufsatz englisch, andere überwiegend hebräisch).
- The Jewish Year (= Iconography of religions. Section 23: Judaism. Fascicle 3). E. J. Brill, Leiden 1975, ISBN 90-04-04279-2.
- Jewish tradition in art. The Feuchtwanger collection of Judaica. Israel-Museum, Jerusalem 1981, OCLC 637517378 (Ausstellungskatalog, übersetzt und herausgegeben von Rafi Grafman).